# Zinka Kunc-Milanov
Zinka Kunc-Milanov, hrvaška operna in koncertna sopranistka, * 17. maj 1906, Zagreb, † 31. maj 1989, New York.
Kariero operne pevke je začela 29. oktobra 1927 v ljubljanski Operi z vlogo Leonore v Verdijevem Trubadurju in tu do 1939 redno gostovala v številnih glavnih vlogah. Istega leta je nastopila tudi v Zagrebu kot Margareta v operi Faust Charlesa Gounoda. V zagrebški Operi je začela redno nastopati v gledališki sezoni 1929/1930 in tu kot vodilna solistka ostala do leta 1936. 17. decembra 1937 je prvič nastopila v Metropolitanski operi. V New Yorku je bila s presledkom (1947−1951), ko je nastopala tudi v Scali do 1966, primadona Metropolitanske opere. Kot operna in koncertna pevka je gostovala na številnih odrih po vsem svetu, v Ljubljani zadnjič l. 1950. Po poroki z igralcem Predragom Milanovom je kot Zinka Milanov stopila v operno zgodovino kot ena najboljših pevk. Vrsto let je bila med vodilnimi umetniškimi poustvarjalkami Verdijevih junakinj. Z velikim uspehom je nastopala v vseh večjih opernih hišah po svetu; pela je tudi pod taktirko Artura Toscaninija in drugih svetovno znanih dirigentov; z vlogami Aide, Tosce, Norme, Gioconde in Turandot si je pridobila svetovno slavo. Njen dramski sopran je bil eden najlepših glasov z velikim obsegom in izjemnimi pianissimi. V domovini je za svoje delo prejela nagrado Avnoja.

## Glasbeni primer
- Zinka Kunc leta 1944 poje slovensko ljudsko Mal čez jezero